# 友情
友情是指人类或动物間的情誼或是指親切的交誼、交情。友情涉及到相互的了解、尊重和喜欢。存在友情的两人，互称朋友。

## 文字释义
请注意，“朋友”并非都指代存在友谊的双方。在现代文化中（尤其是媒体上），朋友一词经常用来作为宾语的一部分（例如，观众朋友们）。

### 中文
中文中的“友”是从甲骨文中演变来的，甲骨文中，友是两手相握，表示互帮互助，引申意义则为友情。现代社会中，部分中国人使用拟亲属关系来称呼自己的朋友们；例如，男性互称“兄弟”“哥们”，女性互称“姐妹”等。

### 德文
直到16-17世纪，德语中“关系”和“友谊”仍可以通用。在某些方言中，血缘关系的最初含义也是友谊。

## 人类间的友情
友情是一个人的完整人生中三种由人际关系带来的基本感情（亲情，友情，爱情）中不可或缺的一部分。
友情不是交换关系，友情要建立在互惠的基础之上。一旦只有一方付出，而另一方不懂得回报，这种关系便变得十分脆弱。
人类之间的友谊来源较为复杂。
友情的建立方式从原始的见面交流逐渐扩展到了书信、网络上，使人们成为笔友、网友。通常地，笔友和网友间也存在友谊。除从完全陌生到成为朋友外，友情还可能来源于亲情（这种友情是基于亲情之上的，严格来说，这种“友情”仍是亲情）、师生之间或日常工作、罹患疾病等。

## 时间对友谊的影响

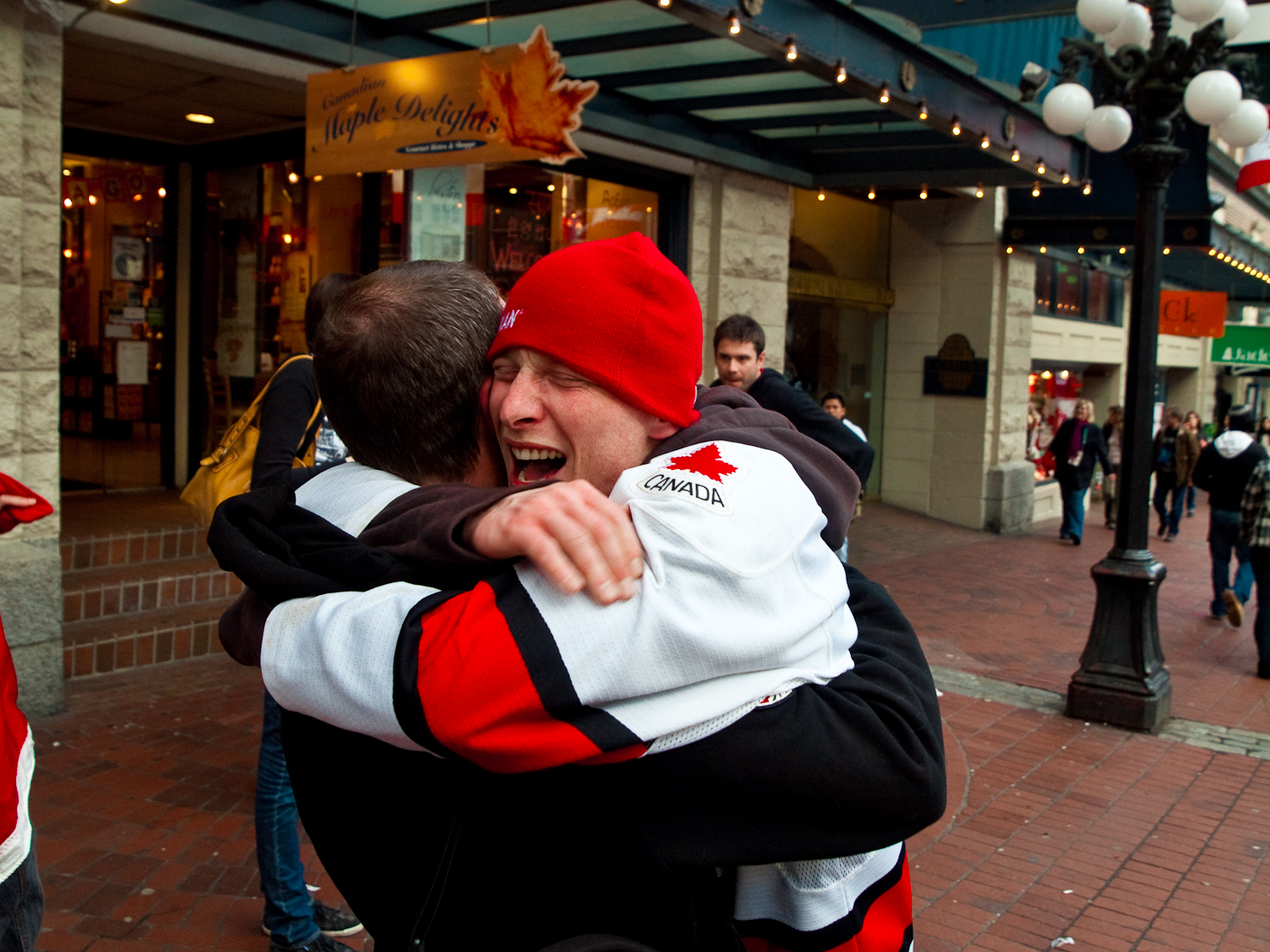
拥抱是亲密朋友间的一种行为

通过对近年来的人际关系分析，时间会对人类之间的友谊产生影响。
通常，深刻友情的建立都需要双方付出相当长时间的对对方的观察和了解。而最常见的互相了解的方式即是一起活动、聊天等。如果两人长时间没有任何联系，友情很可能会变得淡漠。而由于社会的不断进步，人们花在面对面的交往上的时间在逐步缩短（这里指的不是在社交网络服務上花费的时间）。曾经人们觉得具体原因之一可能包括工作时间的延长。另一个原因是，社会造成人们之间的关系从友谊逐步走向交换关系。
然而，最近针对美国人和法国人的调查发现，人们之间的友情不仅正在走向淡漠（这也发生在其他国家），人们对于社交活动的态度也变得非常随意。尽管法国人的每周的工作时间减少了，但他们仍和美国人一样面对着朋友的减少和友谊的衰减。
另外，在朋友间的行为举止上，过去和现在的人们也不尽相同。例如古代有诗：
|                                    | 余亦东蒙客，怜君如弟兄。醉眠秋共被，携手日同行。 |
| ——杜甫，《与李十二白同寻范十隐居》 |                                                  |

今日看来却可能被解释为浪漫友情或同性恋。今日，朋友之间更倾向于独立存在，而这也成为友谊趋向疏离的可能原因之一。

## 跨物种之间的友谊
根据近年来的研究发现，友谊也存在于灵长类动物中。
人与动物之间存在的友谊是十分常见并且普遍的。最常见的例子是宠物。主人与宠物之间随着时间的加深，友谊会逐渐加深。与人类间的友谊相同，人与动物间的友谊也可能转化为亲情，但转化为爱情的例子不多。相对于人类间的友谊，人与动物间的友谊被一些人认为更加可靠。

## 举止

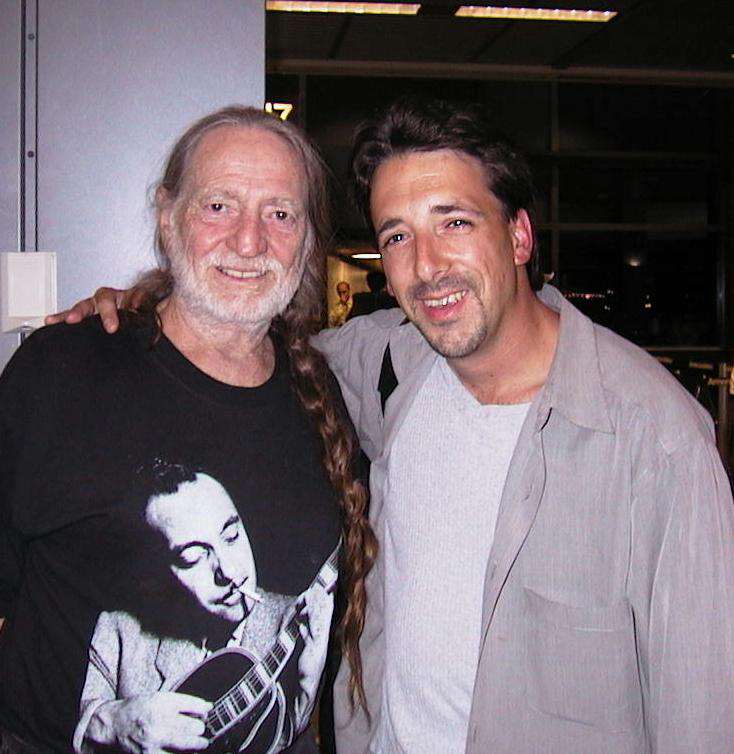
搭肩膀是友谊的一种体现

朋友间的举止是突出友情深浅的一个标准。相对而言，更亲密的朋友间，肢体接触会更多。有多种行为都可以表达友情，但朋友间表达的行为可能不尽相同。例如有人会在朋友失意时搭肩膀以示鼓励，有人会仅以言辞鼓励之。拥抱可以用在亲密朋友之间表示悲伤、喜悦或激动等感情。亲吻是友谊的最深刻表达方式。直到近代，亲吻在欧洲和美国都几乎发生在女性朋友间。但目前这两个地区中，男性可以亲吻女性以表达友情，尤其是在两人是忘年之交时。但在其他许多国家，朋友之间如果亲吻很可能被视为恋愛行為。

## 哲学家的观点

### 西方世界
|              | 朋友，是分散在两个身体中的同一片灵魂。 |
| ——亚里士多德 |                                        |

亚里士多德将友谊分类为三类：
- 基于愉快的友情。
- 基于兴趣的友情。
- 基于美德的友情。

亚里士多德认为，真正的友谊应该是基于美德的友谊。基于美德的友情是人人都想要得到的，即使很多时候这种友情是可遇而不可求的。这种友情可能在具有一样美德的两人中出现，而且，根据哲学家所述，这种友情和爱情不同，爱情会创造一种将个体联系在一起——也就是互相依赖的关系。仍根据亚里士多德所说，只有具有美德的朋友才能使人进步，因为具有美德的朋友就像一面镜子，让自己从对方中认识到自己。

## 友情与健康
传统的观点认为，良好的友情可以加强个人的和总体的幸福感。但一些研究发现，强烈的社会支持会使女性的健康和寿命的机会得到提升。相反，孤独和缺乏社会支持使患心脏病、感染病毒和罹患癌症的风险增加。有两位女研究人员甚至称友情关系是“行为疫苗”（behavioral vaccine）
，意指友谊可以保护身心健康。